# Vattmorabergets naturreservat
Vattmorabergets naturreservat är ett naturreservat i Norrtälje kommun i Stockholms län.
Området är naturskyddat sedan 2015 och är 103 hektar stort. Reservatet omfattar Vattmoraberget och andra mindre höjder och fuktig mark dememellan. Reservatet består av  gammal barrblandskog med främst gran och med inslag av lövträd.